# Эллис, Марк
Марк «Флад» Э́ллис (англ. Mark «Flood» Ellis; род. 16 августа 1960, Лондон) — британский музыкальный продюсер и звукоинженер.

## Биография
Марк Эллис родился 16 августа 1960 года в Лондоне. Музыкальная карьера Флада началась в 1978 году, когда он получил работу курьера в лондонской Morgan Studios (англ.). В сентябре 1980 года в качестве гитариста он присоединился к группе Seven Hertz, которая записала и издала на кассетах альбом Forbidden Frequency. Лонгплей включал в себя 7 оригинальных песен, а также кавер-версию композиции «White Light / White Heat» группы The Velvet Underground, но владельцы прав на песню запретили выход кавера.
В 1981 году он начал самостоятельно работать на студии звукозаписи, тем самым открыв свой список больших студийных проектов. Его дебютом стала работа над альбомом Movement группы New Order в качестве ассистента звукоинженера. Также, в этом амплуа он успел поработать с Soft Cell, Psychic TV и Cabaret Voltaire, равно как помог группе Ministry с их пластинкой With Sympathy, после чего ему удалось реализовать свой первый самостоятельный продюсерский проект с коллективом Nick Cave and the Bad Seeds, которые с его помощью записали диск From Her to Eternity (1983—1984). Затем последовали The Firstborn Is Dead (1984), Kicking Against the Pricks (1985—1986), Your Funeral… My Trial (1986), Tender Prey (1987—1988) и The Good Son (1989). Также он работал в качестве звукоинженера у группы Erasure, над альбомами Wonderland (1986) и The Circus (1987).
В 1987 году в карьере Флада случился первый большой коммерческий прорыв, когда он принял участие в работе над альбомом The Joshua Tree группы U2, вместе с продюсерами альбома — Брайаном Ино и Даниэлем Лануа. После этого он работал с Nine Inch Nails над их дебютным альбомом Pretty Hate Machine, с Depeche Mode над легендарным диском Violator, с The Silencers над A Blues for Buddha и c группой Pop Will Eat Itself над This Is the Day…This Is the Hour…This Is This!.
В 1991 году он вновь работал с U2, над культовым Achtung Baby, вместе с Брайаном Ино, Даниэлем Лануа и Стивом Лиллиуайтом.
В 1992 Флад выступил продюсером второго альбома группы The Charlatans — Between 10th And 11th. Теплый прием с которым критики приняли альбом был абсолютно заслуженным.
В 1993 году, благодаря своим звукоинженерным талантам, Флад был приглашен продюсировать следующий альбом U2 — Zooropa, разделив лавры успеха вместе с Брайаном Ино и Эджем — сопродюсерами этого диска. В том же году он объединился с Depeche Mode и спродюсировал их альбом Songs of Faith and Devotion.
В 1994 году, он снова работает с Nine Inch Nails, в этот раз над новаторским The Downward Spiral.
В 1995 году Флад работает с двумя весьма успешными командами — The Smashing Pumpkins, над Mellon Collie and the Infinite Sadness, разделив продюсерский успех с постоянным партнером команды Аланом Молдером, и над альбомом To Bring You My Love Пи Джей Харви, обе пластинки стали хитами года. После этого Флад немного ассистировал Нелли Хуперу в работе над альбомом Becoming X группы The Sneaker Pimps.
В 1997 году, Флад вновь сотрудничал с U2, при создании диска Pop. В следующем году он помогал Билли Коргану и Брэду Вуду в работе над очередным альбомом The Smashing Pumpkins — Adore и выступил продюсером пластинки Пи Джей Харви — Is This Desire?.
В 2000 году, вместе с Корганом он был сопродюсером очередного диска The Smashing Pumpkins — Machina/The Machines of God. В том же качестве он работал над новым диском Erasure — Loveboat.
В 2002 году Флад выступил в качестве сопродюсера альбома I to Sky группы JJ72.
В 2003 он отметился на альбоме Гэри Ньюмана Hybrid, для которого он переделал песню «Cars».
В 2004 году он продюсировал для новой лондонской команды The Duke Spirit, их дебютный альбом Cuts Across The Land, который годом позже на вышел на лейбле Polydor. В том же году он выступил сопродюсером на очередном альбоме U2 How to Dismantle an Atomic Bomb.
Летом 2005 он работал над Analogue — восьмым альбомом группы A-ha, который вышел в ноябре 2005. Также в 2005 году он успел поработать с бельгийской командой Soulwax над альбомом Any Minute Now.
Позже в 2005 и в начале 2006, Флад микширует новый альбом группы Placebo — Meds, который вышел в марте 2006 года. В 2006-он выступил в роли сопродюсера нового альбома The Killers — Sam’s Town вместе со своим приятелем, английским продюсером Аланом Молдером. Позже, в 2006 Флад ремикширует дебютный сингл «Love Like Nicotine», начинающей команды Dark Room Notes, который был издан в июне 2007. В начале 2007, он выступает сопродюсером очередного альбома Пи Джей Харви White Chalk, вместе с Джоном Пэришом (англ.) и самой Пи Джей. Также, он продюсировал альбом группы Goldfrapp, который назвали Seventh Tree. А в конце ноября 2007 Флад слетал в Исландию, где помог продюсировать альбом группы Sigur Rós — Með suð í eyrum við spilum endalaust.
В 2008 году Флад был сопродюсером альбома группы The Music — Strength In Numbers, вместе с Полом Хэртноллом (англ.). В 2009 году он спродюсировал диск группы The Hours — See the Light. В том же году он спродюсировал новый альбом группы 30 Seconds to Mars — This Is War, вместе со Стивом Лиллиуайтом. А также, поработал с группой Editors над их пластинкой In This Light and On This Evening. В 2010 году он сотрудничал с Nitzer Ebb, спродюсировав их альбом Industrial Complex. В том же году он спродюсировал диск группы The Pains of Being Pure at Heart — Belong и очередной альбом Пи Джей Харви — Let England Shake.

## Псевдоним
По словам продюсера Марка Фригарда, повсеместный псевдоним Эллиса «Flood» («Наводнение»), появился благодаря продюсеру Крису Тсэнгэрайдсу (англ.) во время первых дней работы Эллиса на студии Morgan Studios, когда там записывалась группа The Cure. Как молодой сотрудник студии, Эллис был ответственен за отклик на многочисленные просьбы от записывающихся исполнителей, и входил в штат разносящих бутерброды с беконом и чай. Эллис успевал удовлетворять многочисленные запросы о чае, в то время как другой молодой сотрудник оставался в основном «вне зоны доступа», что и подтолкнуло Тсэнгэрайдса прозвать их — «Наводнение» и «Засуха» (Flood and Drought).